# 浮塚
浮塚（うきづか）は、埼玉県八潮市の大字。郵便番号は340-0835。

## 地理
埼玉県の東部地域で、八潮市南西部の沖積平野に位置する。首都高速6号三郷線が地区のほぼ中央を南北に縦断している。地区内に出入口は無いが、隣接する大曽根地区にある八潮南出入口が最寄りとなる。また、つくばエクスプレスの線路が地下でほぼ東西に横断している。地区内に駅は無い。そのため最寄駅は地区の東側は八潮駅、西側は東京都足立区にある六町駅となる。
海抜が垳と並び市内で最も低く、最低点は海抜1.0〜1.3メートル程である。当然ながら、水路や暗渠上ではこれより低くなる。
比較的東西に長い地形であり、東は垳、西は綾瀬川を挟み東京都足立区花畑・南花畑、南は垳川を挟んで東京都足立区神明、北は大曽根と接している。地区の西側を綾瀬川がほぼ南北から東西に、南側には垳川が東西に流れている。なお、綾瀬川の右岸の一部に飛び地があり、飛び地へは地区内から直接渡る橋が存在しない。そのため飛び地へ行く場合は浮花橋を渡り東京都足立区南花畑地区を経由する必要がある。

## 由来
塚（古墳）が水の中に浮いている様子から起立したと伝え、浮塚の氷川神社は船が沈没し塚となったため、境内は船の形を成しているといわれている
。

## 歴史
もとは江戸期より存在した武蔵国埼玉郡八条領に属する浮塚村であった。綾瀬川の流域には新田がわずかながら存在した。

### 沿革
- はじめは幕府領で、1662年（寛文2年）より知行は旗本森川氏となるが、その後は森川2氏との相給となる[6]。
- 1729年（享保14年） - 伊奈半左衛門や石川伝兵衛らが綾瀬川の旧流路を改修し、淵江領8ヶ村への用水とする垳小溜井（現在の垳川）を造成する際に隣の垳村との間に堤が築造される[6][7]。
- 幕末の時点では埼玉郡に属し、明治初年の『旧高旧領取調帳』の記載によると、代官佐々井半十郎支配所が管轄する幕府領、および旗本森川主税の知行であった[8]。
- 1868年（慶応4年）6月19日 - 幕府領が武蔵知県事・山田政則（忍藩士）の管轄となる。
- 1869年（明治2年）1月13日 - 武蔵知県事・河瀬秀治の管轄区域に小菅県を設置、同県の管轄となる。県庁は葛飾郡小菅村に置かれる。
- 1871年（明治4年）11月14日 - 太政官布告第594号により小菅県を廃止。埼玉県の管轄となる。
- 1879年（明治12年）3月17日 - 郡区町村編制法により成立した南埼玉郡に属す。郡役所は岩槻町に設置。
- 1889年（明治22年）4月1日 - 町村制施行に伴ない、南埼玉郡上馬場村、中馬場村、大原村、大曽根村、西袋村、柳之宮村、南後谷村と合併し、南埼玉郡八幡村が成立、浮塚村は八幡村の大字浮塚となる。
- 1956年（昭和31年）9月28日 - 潮止村、八條村と合併し、南埼玉郡八潮村の大字となる。
- 1964年（昭和39年）10月1日 - 町制施行により、南埼玉郡八潮町の大字となる。
- 1969年（昭和44年）
  - 2月16日 - 土地改良事業に伴い、大字大曽根、垳地区とともに地区の区域変更を実施する。また、古新田の一部を編入する[6][7][9]。その際に土地改良事業区域内の小字名（橋戸、中ノ島、砂取）の省略も実施する。
  - 4月 - 地区南部を流れる垳川が一級河川に指定される[10]。
- 1972年（昭和47年）1月15日 - 市制施行により、八潮市の大字となる。
- 1985年（昭和60年）1月24日 - 地内に首都高速6号三郷線が建設され、開通する。
- 1988年（昭和63年）10月5日 - 東京都足立区との境界の問題解決を実施、綾瀬川以東の境界線は垳川の中央とすることで決着する[11]。
- 2005年（平成17年）8月24日 - 地内につくばエクスプレスが建設され、開業する。

## 世帯数と人口
2020年（令和2年）11月1日現在の世帯数と人口は以下の通りである。
| 大字 | 世帯数    | 人口    |
| ---- | --------- | ------- |
| 浮塚 | 1,663世帯 | 3,277人 |

## 小・中学校の学区
市立小・中学校に通う場合、学区は以下の通りとなる。
| 番地 | 小学校               | 中学校             |
| ---- | -------------------- | ------------------ |
| 全域 | 八潮市立大曽根小学校 | 八潮市立大原中学校 |

## 交通
地内の地下をつくばエクスプレスが通るが、鉄道駅は設置されていない。

### 道路
- 首都高速6号三郷線
- 埼玉県道・東京都道102号平方東京線
- 埼玉県道116号八潮三郷線

## 施設

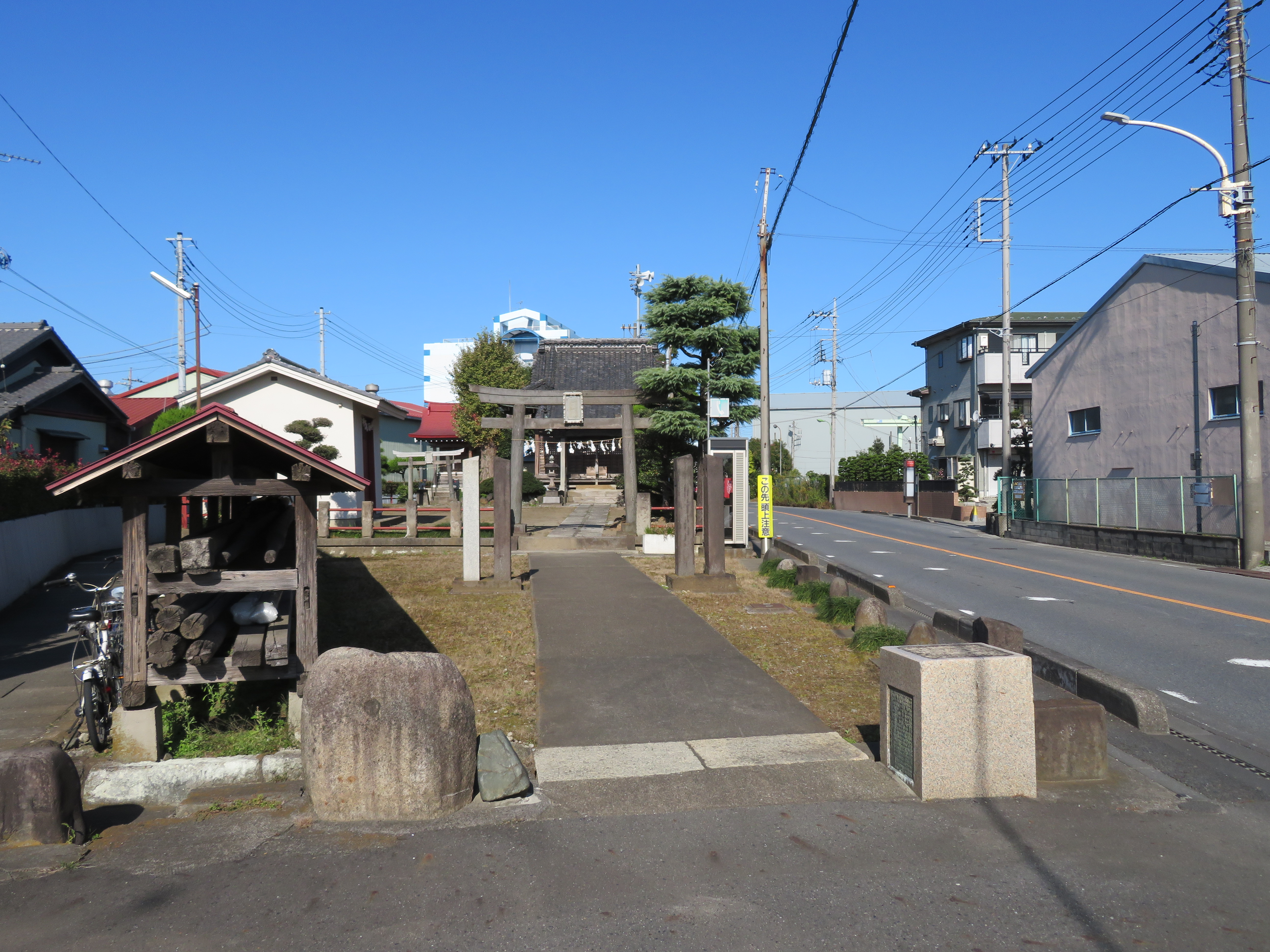
氷川神社

- 八潮市浮塚排水機場
- 浮塚氷川神社
- 大仙寺
- 平成泉橋